# Демьен, Ференц
Фе́ренц Де́мьен (венг. Demjén Ferenc) — венгерский певец, басист и автор песен. Помимо сольной карьеры, был основателем групп Бергенди и V'Moto-Rock и сыграл важную роль в музыкальной культуре Венгрии, выпустив около 150 альбомов.

## Биография
Ференц Демьен родился 21 декабря 1946 года в городе Дьёшдьер, был третьим ребёнком в еврейской семье. Его отец Иштван Демьен был инженером в Diósgyőr Steel Company, и после того как он был уволен по политическим причинам, семья переехала в Будапешт, где он работал в церкви. Мать — Илона Хелмбергер (1911—1989).
Демьен, который получил специальность химика-техника, был вдохновлён певческими талантами отца и начал учиться музыке, в основном сам.
Во время учёбы Ференц постоянно занимался музыкой. Свой музыкальный талант он начал развивать при игре на фортепиано, вместе с органистом Яношем Гостоньи.

## Карьера
Первоначально, Ференц был басистом во многих группах, таких как: Számum (рус. самум) (1965—1968), Dogs (1968—1969), Meteor, Sakk-Matt (рус. шах-мат), Tűzkerék (1969—1970).
В 1970 году он встретил Иштвана Бергенди, который пригласил Демьена в собственную группу (Bergendy). Одной из первых песен Bergendy была Jöjj vissza, vándor (рус. Возвращайся, странник), за ней последовали и другие хиты. В группе Ференц Демьен стал фронтменом, вокалистом и соавтором многих успешных песен. Первое публичное выступление группы состоялось в 1971 году на небольшом стадионе.
В 1977 году Демьен покинул группу, проведя в ней шесть лет, за которые окончательно определился с карьерой. В том же году он выпустил свой первый сольный альбом и с принимавшими в записи этого альбома музыкантами основал группу V'Moto-Rock. В составе V'Moto-Rock выступал до 1987 года, был автором слов большинства песен группы и музыки к некоторым из её композиций.
В 1996 году в знак признания его работы получили Офицерский крест за заслуги перед Венгерской Республикой.

## Личная жизнь
Есть брат и две сестры. Брат и сёстры живут в Северо-Восточной Венгрии, Швеции и в Будапеште. Трижды женат, но детей нет. Он и его жена, Ребекка, состоят в браке более двух десятилетий. Он и его семья живут в Будапеште и Шомодьяпати.

## Дискография
- 1977 — Fújom a dalt
- 1989 — A szabadság vándora
- 1990 — Elveszett gyémántok
- 1991 — A Föld a szeretőm
- 1993 — Hat
- 1994 — Dalok a szerelemről
- 1994 — Nekem 8
- 1996 — Félszáz év
- 1997 — Ezzel még tartozom
- 1998 — Tizenhárom
- 1999 — 2000 éves álmok
- 2001 — Álmok, csodák, szerelmek
- 2003 — Hívlak
- 2006 — Demjén 60
- 2009 — Lelkünk most is vágtat
- 2010 — Így fogadj el igazán

## V'Moto-Rock
- 1978 — V'Moto-Rock
- 1980 — V'Moto-Rock II
- 1982 — Candles
- 1984 — Garage Exit
- 1984 — Motorock (сборник лучших песен на английском языке)
- 1986 — V'Moto-Rock 5
- 1987 — Into the Light

## Внешние ссылки
- demjenferenc.hu Архивная копия от 21 июля 2011 на Wayback Machine — официальный сайт